# Calonotos
Calonotos is een geslacht van vlinders van de familie spinneruilen (Erebidae), uit de onderfamilie Arctiinae.

## Soorten
- C. acutipennis Zerny, 1931
- C. aequimaculatus Zerny, 1931
- C. angustipennis Zerny, 1931
- C. antennata Rothschild, 1911
- C. aurata Walker, 1854
- C. craneae Fleming, 1957
- C. chalcipleura Hampson, 1898
- C. chlorota Dognin, 1914
- C. dorata (Dognin, 1897)
- C. helymus Cramer, 1775
- C. hoffmannsi Rothschild, 1911
- C. longipennis Rothschild, 1911
- C. metallicas Druce, 1884
- C. niger Gaede, 1926
- C. opalizans Rothschild, 1911
- C. phlegmon Cramer, 1775
- C. plumulata Klages, 1906
- C. rectifascia Talbot, 1932
- C. tiburtus Cramer, 1780
- C. triplaga Hampson, 1909
- C. tripunctata Druce, 1898